# Максим М08/15
Максим М08/15, немачки лаки митраљез из Првог светског рата. 

## Карактеристике
Митраљез Максим М08/15 произведен је 1915. године олакшавањем тешког митраљеза МГ08 (немачка верзија митраљеза Максим), коме је одузет тешки троножац (постоље) и додат дрвени кундак, ножице и нови окидач са дршком са доње стране сандука (сличан пиштољском) како би се добио импровизовани пушкомитраљез. Лаки митраљез калибра 7,9 мм са воденим хлађењем, монтиран на ножицама (укупна маса 13,1 кг) или троношцу (укупна маса 15,5 кг). Пунио се тканеним редеником са 50 или 100-250 метака. Теоријска брзина гађања била је 550-600, а практична 250 метака у минуту, почетне брзине 820-895 м/с.